# Piptadenia laxipinna
Piptadenia laxipinna là một loài thực vật có hoa trong họ Đậu. Loài này được G.M.Barroso miêu tả khoa học đầu tiên.